# Demurrage (moneta)
Il demurrage è un costo associato con la proprietà o il possesso di valuta in un dato periodo di tempo; per la moneta merce come ad esempio l'oro il demurrage non è altro che il costo che si sostiene per custodirlo in sicurezza.
Il termine demurrage proviene dal diritto marittimo e in italiano corrisponde alle spese di controstallia, ovvero la penale dovuta per ultimare le operazioni di sbarco o imbarco non completate entro i termini del contratto. Tale indennizzo, dovuto all'armatore quando si verifichi il suddetto ritardo, per analogia rappresenta il costo del capitale tenuto fermo.

## La moneta: considerazioni generali
La moneta è il simbolo della convenzione di un determinata società. Assolve a diverse funzioni (unità di conto, intermediario degli scambio, riserva di valore). Secondo Keynes gli operatori economici detengono moneta per la sua liquidità (Keynes cita tre motivi per i quali la liquidità è preferita: transattivo, speculativo e precauzionale).

## Il demurrage nel pensiero di Gesell
Un sostenitore dei vantaggi di un sistema di tassazione che imponga un costo di demurrage sulla moneta fu Silvio Gesell, il quale sostenne che in un sistema con moneta svalutabile vengano incentivati gli investimenti di lungo periodo (e quindi il risparmio) rispetto a quelli a breve. A tal scopo egli teorizzò l'introduzione del cosiddetto denaro libero (freigeld) avente scadenza predefinita. L'obiettivo della riforma era la separazione delle funzioni monetarie di intermediazione degli scambi e di riserva di valore, il cui contrasto, secondo l'autore, era motivo principale del ciclo economico e della continua esistenza del proletariato in societa' industriali. Colpendo solo la moneta, tuttavia, i detentori di liquidità potrebbero facilmente trasferire le loro sostanze verso forme di investimento differenti o verso altri paesi. Mentre la prima opzione è benvenuta da Gesell, la seconda confligge con gli obiettivi della riforma: il riconoscimento del problema porta Gesell ad articolare la riforma proposta in chiave globale.
Gli attuali fautori del demurrage della moneta non considerano tuttavia che la teorizzazione originale avvenne più di cento anni addietro in un contesto economico completamente differente. A prescindere dalle osservazioni critiche di Keynes, peraltro tuttora attuali, nelle moderne economie la base monetaria (aggregato monetario M0) costituisce una parte del tutto trascurabile rispetto al totale dei mezzi di pagamento liquidi. Inoltre mentre nell'Ottocento le transazioni con l'estero erano controllabili, nell'odierno mercato globale questo non è più vero.

## La critica di Keynes
Nella Teoria generale dell'occupazione, dell'interesse e della moneta, John Maynard Keynes cita Gesell, analizzando alcuni aspetti della sua teoria e mettendone in luce taluni limiti intrinseci. In particolare, una moneta sottoposta a tassazione rischia di perdere il premio di liquidità che la rende desiderabile agli occhi degli operatori economici: pertanto una tassazione eccessiva indurrebbe gli operatori a trasferire le proprie risorse liquide verso altri strumenti finanziari quali, ad esempio, valute estere e metalli preziosi.
Keynes scriveva: «... Egli sostiene che l'aumento del capitale reale è ostacolato dal saggio monetario di interesse, e che, se si togliesse questo freno, l'aumento del capitale reale sarebbe tanto rapido nel mondo moderno, da giustificare probabilmente un saggio monetario di interesse uguale a zero, se non proprio subito, entro un periodo relativamente breve. Quindi la necessità preminente è di ridurre il saggio monetario di interesse; ed egli indicò che questo scopo può raggiungersi facendo sì che la moneta sia sottoposta a costi di mantenimento allo stesso modo delle altre scorte di merci sterili. Questo concetto lo condusse alla famosa prescrizione della moneta "stampigliata" alla quale il suo nome è principalmente associato, e che ha ricevuto l'approvazione del prof. Irving Fisher. Secondo questa proposta, la carta moneta (benché il metodo dovrebbe evidentemente applicarsi anche almeno a qualche forma di moneta bancaria) manterrebbe il proprio valore soltanto se le si applicassero ogni mese, come in un libretto di assicurazione, delle marche da acquistare presso un ufficio postale. Naturalmente il costo delle marche potrebbe venir fissato a qualunque cifra si ritenesse opportuno. Secondo la mia teoria questo costo dovrebbe essere uguale, all'ingrosso, all'eccedenza del saggio monetario di interesse (escluse le marche) sull'efficienza marginale del capitale corrispondente ad un ritmo di investimento nuovo compatibile con la piena occupazione. L'onere effettivo proposto da Gesell era dell'1 per mille alla settimana, equivalente al 5,2 per cento all'anno. Questo sarebbe troppo nelle condizioni esistenti, ma la cifra giusta, che dovrebbe essere variata di tempo in tempo, potrebbe trovarsi soltanto per tentativi. L'idea che sta alla base del concetto della moneta stampigliata è corretta. È infatti possibile trovare mezzi per applicarla in pratica su scala modesta. Ma vi sono molte difficoltà cui il Gesell non fece fronte. In particolare egli non si rendeva conto che la moneta non è l'unica cosa a possedere un premio di liquidità, ma che differisce soltanto per una questione di gradi da molte cose, e che essa trae la sua importanza dal fatto di avere un premio di liquidità maggiore di quello per ogni altra cosa. Se quindi la carta moneta dovesse essere privata del suo premio di liquidità mediante il sistema della stampigliatura, si introdurrebbero una serie di surrogati: moneta bancaria, crediti a vista, monete estere, gioielli e metalli preziosi in genere, e così via».